# Khiên Amazon

Vị trí gần đúng của Đại Trung Nguyên Sinh(cũ hơn 1,3 Ga) ở Nam Mỹ và Châu Phi. Các mảnh vỡ khiên São Luís và Luis Alves (Brazil) được hiển thị, nhưng khiên Arequipa–Antofalla, khiên Sahara và một số khiên châu Phi nhỏ thì lại không. Các phiên bản khác mô tả Khiên Guiana tách khỏi Khiên Amazôn bởi một vết lõm.

Khiên Amazon là một tỉnh địa chất nằm ở Nam Mỹ. Nó chiếm một phần lớn của phần trung tâm, phía bắc và phía đông của lục địa. Khiên Guiana và Khiên Trung Brazil tạo thành lần lượt là khu vực phía Bắc và phía Nam khai quật các bộ phận của Craton. Giữa hai tấm khiên là Amazon Rift, một khu vực yếu đuối bên trong dùi cui. Các khiên nhỏ hơn của đá Precambrian ở phía nam của khiên Amazon là Río de la Plata Craton và São Francisco Craton, nằm ở phía đông.
Khiên Río Apa ở biên giới Paraguay -Brazil có thể được coi là phần phía nam của Craton Amazonia. Những tảng đá của Río Apa đã bị biến dạng trong quá trình hình thành Sunsás.
Có ý kiến cho rằng Đại Trung Nguyên Sinh muộn - Đại Tân Nguyên Sinh ở tuổi Sveconorkish Orogen ở Fennoscandia có thể đã được gây ra bởi một vụ va chạm lục địa lục địa giữa Amazonia và Baltica. Câu hỏi được đặt ra nếu Telemarkia terrane ở Na Uy có nguồn gốc từ Craton Amazonia nhưng khả năng này không có nghĩa là nhất thiết phải có một vụ va chạm lục địa.